# Ван Веньцай
Ван Веньцай (англ. Wang Wencai, Wen Tsai Wang, 1926—2022) — китайський систематик рослин, академік Китайської академії наук. Він був членом Китайської демократичної ліги.

## Життя та робота
Ван народився в Цзінані, провінція Шаньдун, 5 червня 1926 року, тоді як його батьківський дім знаходиться в повіті Є (нині Лайчжоу). Його батько Ван Ланьюй був купцем, а мати Чжао Яньвень була уродженкою Пейпіна. У нього був старший зведений брат і дві старші зведені сестри. У 1937 році Ван переїхав до Пейпіна разом з матір'ю, де навчався у середній школі Бейпіна № 4. У 1945 році він вступив до Національного Пейпінського педагогічного університету (нині Пекінський педагогічний університет), де спеціалізувався на кафедрі біології. Після закінчення навчання в 1949 році він залишився викладати в університеті.
Ван був призначений асистентом до Інституту ботаніки Китайської академії наук у березні 1950 року, ставши асистентом наукового співробітника в 1953 році, молодшим науковим співробітником у 1978 році та науковим співробітником у 1982 році.
16 листопада 2022 року Ван помер від хвороби в Пекіні у віці 96 років.

## Відзнаки та нагороди
- 1987 State Natural Science Award (First Class) for the Atlas of Chinese Higher Plants and Key to Chinese Higher Plants
- 1993 Member of the Chinese Academy of Sciences (CAS)
- 1997 Science and Technology Progress Award of the Ho Leung Ho Lee Foundation
- 2009 State Natural Science Award (First Class) for Flora of China